# 대한민국 형법 제324조의6
대한민국 제324조의6는 편의시설부정이용죄에 대한 형법각칙의 조문이다. [본조신설 1995.12.29]

## 조문
제324조의6(형의 감경) 제324조의2 또는 제324조의3의 죄를 범한 자 및 그 죄의 미수범이 인질을 안전한 장소로 풀어준 때에는 그 형을 감경할 수 있다.

第324條의6(刑의 減輕) 第324條의2 또는 第324條의3의 罪를 犯한 者 및 그 罪의 未遂犯이 人質을 安全한 場所로 풀어준 때에는 그 刑을 減輕할 수 있다. [本條新設 1995.12.29.]

## 판례
- 피고인은 절취한 타인의 전화카드로 공중전화를 이용하여 64만 원 상당의 재산상의 이익을 얻었다고 볼 수 있다. 그러나 후불식 전화카드는 약관의 규정상 카드의 명의자가 전화요금을 납부할 책임을 부담한다. 따라서 피고인이 "대가를 지급하지 않고" 공중전화를 이용한 경우에는 해당되지 않으므로 편의시설부정이용죄는 성립하지 않는다[1].

## 참고 문헌
- 김재윤, 손동권, 『새로운 형법각론』, 율곡출판사, 2013. ISBN 9788997428342

## 같이 보기
- 사기죄
- 사문서부정행사죄